# Sceau-Saint-Angel
Sceau-Saint-Angel é uma comuna francesa na região administrativa da Nova Aquitânia, no departamento Dordonha. Estende-se por uma área de 17,43 km². Em 2010 a comuna tinha 127 habitantes (densidade: 7,3 hab./km²).